# Pałac Fengerów w Toruniu
Pałac Fengerów w Toruniu – dawny pałac miejski w Toruniu powstały z przebudowy dwóch kamienic gotyckich. W skład zespołu historycznej zabudowy działki, na której stoi pałac, wchodzą ponadto dwie oficyny boczne oraz spichrz przy ul. Podmurnej 13.

## Historia
Na miejscu obecnego budynku w średniowieczu znajdowały się dwie kamienice gotyckie, połączone prawdopodobnie na pocz. XVI w. Na pocz. XVII w. zostały one przebudowane w dwóch etapach przez ówczesnych właścicieli - rodzinę Rüdigerów. Została wówczas ukształtowana zachowana do dzisiaj zabudowa działki z budynkiem głównym od strony ul. Mostowej, dwiema oficynami - północną i południowo-wschodnią oraz spichrzem na tyłach działki, od strony wschodniej (ul. Podmurna).
W 1742 rozpoczęta została kolejna przebudowa, tym razem dla Jakuba Fengera. Fasada zyskała nowy wystrój, a we wnętrzu wprowadzono nową klatkę schodową oraz drewniane stropy z malowaną dekoracją. Autorem przebudowy był być może Jan Baptysta Cocchi. Osiemnastowieczna fasada miała znaną z rysunku Steinera, rokokową fasadę o wstrzemięźliwej dekoracji, na którą składały się płyciny, pilastry i skromnie użyta ornamentyka. Wyróżniały się kute żelazne kraty w oknach parteru.
W XIX w. i na pocz. XX w. pałac był sukcesywnie przebudowywany i przekształcany na cele mieszkalne, handlowe oraz produkcyjne (mieściła się tu m.in. destylarnia wódki). Fasadę uproszczono być może na pocz. XX w.
W 1792 roku w budynku tym urodził się Fryderyk Florian Skarbek, historyk, literat i ekonomista, blisko związany z rodziną Fryderyka Chopina, który mieszkał tu podczas wakacji w 1825 roku. Wizytę Fryderyka Chopina upamiętnia wmurowana w fasadę dawnego pałacu tablica wykonana według projektu Zygfryda Gardzielewskiego. Uroczyste odsłonięcie tablicy nastąpiło 12 maja 1957 roku.